# Irkhu
Irkhu – gaun wikas samiti w środkowej części Nepalu  w strefie Bagmati w dystrykcie Sindhupalchowk. Według nepalskiego spisu powszechnego z 2001 roku liczył on 597 gospodarstw domowych i 3310 mieszkańców (1714 kobiet i 1596 mężczyzn).